# 鉄娘な3姉妹
『鉄娘な3姉妹』（てつこなさんしまい）は、松山せいじによる日本の漫画。

## 概要
『月刊サンデージェネックス』（小学館）にて2008年10月号に読み切り掲載。2009年1月号よりレギュラー連載として昇格し、2010年12月号をもって終了した。なお本誌連載担当編集者は小学館の「テツ」の一人として知られる石川昌彦（『月刊IKKI』連載『鉄子の旅』初代担当編集者）である。
鉄道ファンであり『エイケン』『ゾクセイ』にて萌え・お色気漫画家として知られるようになった著者が、石川から打診された鉄道漫画執筆の誘いに二つ返事で乗り、その双方をミクスチャーさせた鉄道趣味全開の作品。著者の代表作ではあるが、他の代表作と比較した場合（著者本人の趣味と担当者の趣味がガッチリと一致しているために）趣味への寄り具合が高く、お色気は抑え目となっている。
なお、話数は「○番線」と表記される。

### GX鉄道倶楽部
読切版の掲載時より漫画で取り扱われた内容については初心者（ないしは漫画によって鉄道に興味を持った人）向けに『GX鉄道倶楽部』というコラムが付与されている。コラムの内容は漫画著者である松山と編集石川（文中では『鉄子の旅』同様にイシカワとカタカナ表記される）、コラム著者のライターであるセキネによる3者対談が主軸。著者は関根弘康（『週刊プレイボーイ』にて鉄道関連記事を担当）である。終盤近く（4巻掲載分の途中）で編集担当がイシカワからウサにいに交代したが、イシカワがウサにいのアシスト役で登場する事もある。
また鉄道倶楽部および漫画の中で重要となる用語に関してはコラム本文の横にとられた柱スペースに「美唄の解説」として用語解説が付与されている。
鉄道倶楽部ゲスト
- 萩尾ノブト（2009年8月号） - この回では松山が欠席している。
- 横見浩彦（2009年12月号） - この回ではイシカワが欠席している。
- 菊池直恵（2010年2月号） - この回ではセキネが欠席している。

## あらすじ
福音寺国鐵。類稀なる体力をもってして日本中のあらゆる路線・駅の完乗を果たした伝説のテツ（鉄道ファン）。その体験を元に出版した本は100冊を超え、その存在は今なお、あらゆるテツたちの目指すべき到達点の一つとすらされている。
しかし、彼には鉄道と同じくらい愛するものがあった。それは他ならぬ家族。自らの妻と娘たちだった。全てのテツから尊敬を受けるテツのスーパースター国鐵であったが、自らの妻の夭折のショックをきっかけとして娘を各地方の親族に預け、自らは鉄道界から姿を消してしまう。
それから10年の時が経過した。
東京駅に集う3人の女性。彼女たちこそ国鐵の導く線路によって再び集いし彼の娘たち。彼女たちは自らの父を探し、家族の絆を取り戻すために日本全路線を巡る旅へとその一歩を踏み出す。
この物語は父を捜して全国20000キロの鉄道路線を走破する、単なるテツの「鉄子（テツコ）」ならぬ「テツの娘」にして「テツの宿命」を受け継ぎし、生粋の「鉄娘（テツコ）」たる3姉妹の激闘旅程の記録である!

## 登場人物

### 福音寺3姉妹
この作品の主人公たち。テツたちからは（主に父親の著書によって）「鉄娘な3姉妹」として知られる。父を捜して20000キロの旅を続ける。それぞれの名前は両親が旅をしている途中、母親が産気づいた土地（=それぞれの出生地）の近くにある駅からとられている。本来は母親の旧姓が鶴見だったことから、扇町・大川・海芝浦と名付けられそうになったが母親に反対されてこうなった。姓は福音寺駅より。なお、続編となる『ゆりてつ 私立百合ヶ咲女子高鉄道部』にも第14話で登場しているが、本作からは3年程度経過しており、各人共に成長した姿を見せている（特にビンゴ）。さらに（ゆりてつの続編にあたる）『ギャル鉄』の2巻おまけ漫画に登場している（が、美唄を中心に変化なし）。
福音寺美章（ふくおんじ びしょう）
3姉妹の長女。年齢は20代前半か中ばくらい。北海道の親戚に預けられた。自宅最寄り駅は豊ヶ岡駅であり地元では教職についている。名前は美章園駅より名付けられた。
撮りテツ。父親からキャノン砲レベルの望遠レンズがついた一眼レフカメラを譲り受けている。
脅威の巨乳娘。普段はおっとりしており、人名だけでなく駅や車両といった設備にもちゃん付け(父のことはパパリンと呼んでいる)で話す。しかし、いざ鉄道にまつわる写真撮影となると「発車ベルの鳴り響く中で駅構外から撮影の後そのまま駅ホームまで跳躍して（ローカル線のワンマンカーであるため切符は車内での後買いや精算が可能）駆け込み乗車する」「眠っているのに対向列車の写真を無意識的に（しかもベストアングルで）撮影する」など奇跡を超えた超絶スキルを発揮する。
北海道出身ということもあり、真冬の雪の中でノースリーブの服を着ても平気なぐらい寒さに強い。
“テツ”ではあるが、走行中の列車を外アングルから撮影することも多いため、オートバイを乗りこなして撮影地に赴くことも多い。撮影器材の物量如何では自動車を使用することもある。
メインカラーは黄緑（JR北海道のコーポレートカラー）。
3姉妹では唯一国鉄時代を知っている。
福音寺美唄（ふくおんじ びばい）
3姉妹の次女。年齢は14歳から16歳くらい。東海の親戚に預けられた。自宅最寄り駅は小和田駅。名前は美唄駅より名付けられた。
乗りテツ。父親から毎月最新の時刻表が送られてきている。彼女の頭の中は全国全ての時刻表のデータが詰まっており、必要とあらば即座に頭の中でダイヤグラムを組み立てることができる。このためルートの決定を彼女がすることが多い。裏をかこうとして父親に感心されることもあるが、深読みしすぎて外してしまうことも多い。
ゴスロリツンデレ属性（ゴスロリ衣装のベースは373系のメガネっ娘）。
家族を誰よりも愛し、猫に話しかけるなど、かわいいもの好き。だが表向きは関心のないように振舞う。また、少女漫画風のイラストを描くのが得意で、アニメや漫画のガチなオタクカルチャーにも詳しいが、本人曰く興味はなく、その部分を指摘されると激怒する。それらにイマイチ素直になれないのもツンデレが故である。
妹であるビンゴからは親愛をこめて「ビバねーちゃん」と呼ばれ、その度に「私の名前は美唄だ!」ときちんと訂正するが、ビンゴが美唄の名前をきちんと呼ぶ事はあまりない。
恋愛に対しては理解がなく、純粋な好意や父母の思い出も「ハレンチ」と恥じる。
メインカラーはオレンジ（JR東海のコーポレートカラー）。
福音寺備後（ふくおんじ びんご）
3姉妹の三女。末っ子。年齢は一応10歳前後。九州の親戚に預けられた。自宅最寄り駅は雑餉隈駅で普段住んでいる家の前には西日本鉄道の路線が走っている。名前の由来駅は備後落合駅であり（最終話で判明）、出生地は庄原市内である。
姉妹のうち彼女のみ本文中ではビンゴとカタカナで表記される。10歳としても幼すぎる容姿と愛らしい八重歯が特徴。年齢に似合わないほどのおもちゃ好きで無邪気。年齢を考慮しセリフの大半は漢字ではなくひらがなで書かれている。
模型（車両・廃線遺構）テツ。父親から日本中の列車車両の写真が送られており、それを基に自身で模型(ゲージはオリジナルでビンゴゲージと名づけている)を作成している。製作する模型はプロのモデラーすら唸らせ、同好者や同じ鉄道模型ファンなどからは「スクラッチの達人」と呼ばれることもある。
旅行中はつばめ号をかたどった、自分より大きいリュックサックいっぱいに鉄道模型を詰め込んで移動している。
メインカラーは赤（JR九州のコーポレートカラー）。

### 福音寺家
福音寺国鐵（ふくおんじ くにてつ）
恐るべき伝説のテツ。その類稀なる体力と肉体で完乗を果たした男。また逆に、その行為によって肉体が鍛えられたとする描写もある。が、若い頃の描写によると、その肉体と体力は元より天性のものであるらしい。
妻であるさくらの死をきっかけとして表舞台から姿を消し、娘たちとも別れて自らの求道を極めるようになっている。その中でも娘たちには格別の愛情はあり、自らをエサに娘たちに様々なテツとしての英才教育を施している。しかし、テツとしての能力は、後に妻となるさくらとの交際初期に彼女に叩き込まれたものであることが、最終話で判明する。また、かなりの粗忽者で、電報に「キタク（帰宅）」と打つべきところを「キトク（危篤）」と打ち、確認せずに娘たちに発送してしまったために、3姉妹を恐怖に陥れている。
3姉妹の旅の理由にして究極の目的となっている人物。外見は並外れた巨漢にして筋肉ダルマ。遠目からでも存在が確認できるが、その行動力ゆえに3姉妹とは常にすれ違い、見つけることができない。
名前は日本国有鉄道の略称である国鉄からとられている。
福音寺さくら（ふくおんじ さくら）
国鐵の妻。すなわち3姉妹の母親。故人。旧姓は鶴見。
どのような状況下にあっても国鐵のテツとしての求道を支え続けた良妻賢母。常に国鐵と共にあり、彼の旅にもどんな状態（たとえば臨月のさなか）であっても同行していた。
母親であることを象徴するような巨乳の持ち主で、美章の胸は母親譲りであることが覗える。
一見ひ弱に見えるが、本気で怒った時の膂力は凄まじく、自分の何倍もの身長と体重を持つ国鐵を連続ピストンパンチで吹き飛ばし撃沈させるという、超絶なる身体能力を持つ。
交際初期、彼氏であった国鐵をただの蛮カラ筋肉野郎からテツに徹底教育した本人で、国鐵も「私の師にして最強の鉄子」と呼んでいることが最終話にて判明する。なお成長した娘達に宛てた遺言書では、死出の旅路に向かう人間とは思えぬほどあっけらかんとした文面で己が趣味を披瀝しており、明らかとなった母の真の姿に3姉妹は呆然としている。
名前は特急さくら号から、旧姓は鶴見線からとられている。

### その他
能登マミコ（のと まみこ）
日本有数の財閥、能登財閥の令嬢。年齢は中学生ぐらい。鉄道ファンではない“一般人”。
金持ちが故に一般庶民を見下す高飛車な面もあるが、根は付き合いのいい優しい少女である。
父親とのすれ違いにより家出し、急行能登号で遠出しようとしていたところで福音寺3姉妹に遭遇。一緒の旅程を過ごすことになるが、3姉妹のテツぶりに呆れたり憤慨したりする。最後には父親や鉄道趣味に対して若干の理解を示すものの、テツであることが判明した父親と3姉妹と父親のやり取りに対しては閉口する。なお、母親とは死別している模様。
財閥令嬢である立場上、在籍する学校では級友とも表面上の付き合いで肚を割って話せる友人も居なかったが、初めて自分を認めてくれた3姉妹には心を許しており、彼女達と付き合ううちに自身も段々とテツに染まっていく。「テツは嫌」という台詞も最後の方では説得力を失っている。なお、ジャンルは撮り鉄と視られる。
本来は8 - 9番線のゲストキャラクターであったのが、好評のために13番線以降セミレギュラー化した。物語を、テツではない一般人視点で見るという役割を持つ。また最終番線で3姉妹とは別行動で3姉妹の父親を探す。
本作品の続編となる『ゆりてつ 私立百合ヶ咲女子高鉄道部』では主人公の一人として、新入生となって登場している（物語の時間軸としては本作終了後3年以内）。さらに『ゆりてつ』の間接的続編『ギャル鉃』でも主人公・後藤寺ミオの先輩かつ鉄道趣味の友人として、山梨リニア体験乗車会に参加している。
能登マミコの父（ちち）
マミコが家出して3姉妹と鉄道活動をするきっかけになった人物。能登財閥の総帥で、仕事の合間に鉄道活動をしているため、マミコが嫉妬して家出をした。国鐵の協力でマミコと再会、その後は互いを理解するようになった。『ゆりてつ』にも登場するが、高校入学後のマミコが逆にはつねたちとの鉄道活動に夢中になり、寂しく思っている。
ウツノ（宇都）弁当
東京駅に集合する福音寺3姉妹に国鐡からの言葉と弁当（特製『筋肉!弁当』といい国鐡の写真がパッケージされている）を届けに来るメッセンジャー。
当初は老人がやって来ていたが、7番線から老人が腰を痛めたために代替わり。以降は老人の孫である少女・宮子が彼の代わりにメッセンジャーを務める。
13番線にて能登財閥がオーナーを務めている弁当屋である事が明らかになる。
最終番線で3姉妹の父親の電報を渡した後、3姉妹とは別行動で3姉妹の父親を探す。
吾妻線のタクシー姉さん
名前や年齢は不明（タクシーを運転できるため、少なくとも2種免許が取れる21歳以上）。7番線に登場。
吾妻線の旧線（旧長野原線）の鉄橋跡を見ていた福音寺3姉妹を見つけ旧線跡や太子駅跡を案内する。
ノースリーブ、ホットパンツ、見せパン見せブラとタクシー運転手にはとても見えない格好をしている。
最終番線で3姉妹とは別行動で、タクシーを使い3姉妹の父親を探す。
はやて、こまち
兄 はやて、妹 こまちの兄妹。名字は不明。10番線に登場。
はやてはユルテツで、こまちは子テツ・猫（にゃん）テツ。
こまちは国鐡の指令によって、福音寺3姉妹によりはやての元に送り届けられた。
名付け親は国鐡であり、その名ははやて号とこまち号に由来する。
ムスッとした表情をしているため、こまちは男の子だと間違われたが、猫耳カチューシャをつけると男の子だと間違われない。
こまちは幼くてまだ言葉をちゃんと話すことができないが、ビンゴのみはこまちの言葉を理解することができる（毒舌なところはあるが、送ってくれた三姉妹には感謝している）。
はやてはその名前から『ハヤテのごとく!』（畑健二郎著 / 『少年サンデー』連載）の綾崎ハヤテをディティールモデルとしたキャラクターとされている。
また、こまちの猫耳はFASTECH 360 Sをイメージしたもので、本編中でも、こまちは同車両の絵が描かれたTシャツを着ている。
こまちをはやてのところに送り届けた3姉妹は（国鐵の命令で）宇都宮子経由で車大次郎を「鉄道好きにするように一緒に鉄道旅行するように」と託されるが、あまりもの鉄道嫌いであるために3姉妹はさじを投げて、リタイアしている。
最終番線で3姉妹とは別行動で3姉妹の父親を探す。
日野いすゞ（ひの いすず）
16番線で登場するバスマニアの少女。鉄道には全く興味がなく（バスとの乗り継ぎのため、移動手段としては多用する。趣味的な興味がないということである）乗っている間は眠ってばっかりいるが、バスに乗った途端に起き出してハイテンションになるバス娘。
東京駅で3姉妹に出会い、美唄を布団と間違えて抱きつき、そのまま彼女たちの旅程についてくることになる。
実は国鐡のライバルにして親友たる究極のバスマニア日野ふそうの娘であり、バスマニアの神髄を目指す父を探すために全国に渡るバス路線の旅をしている。
その境遇から3姉妹とは性格上も似たもの同士であり、その類似した境遇から父たちと同じように3姉妹と友誼を結ぶ。
名前はバスの販売メーカーとして知られる日野自動車といすゞ自動車から。父親の名は同じくバス製造販売メーカー大手の三菱ふそうからとられている。
最終番線で3姉妹とは別行動で3姉妹の父親を探す。
海塚治夢（みずかおさむ）
19番線で登場するメイドの少女。2010年に運行されたメイドトレインのメイドの一人。結構おっちょこちょいで降りる駅を通り過ぎたり、噛まないところを噛んだり、また動いてない車両の中でワゴンを押していてもこけたりというドジっ子ぶりを見せる。実は、新人メイドでありテツの知識は0。先輩達が風邪で寝込んでしまったため3姉妹の指導を担当することに。お互いに知識を教えあい最後は3姉妹と一緒に無事メイドトレインを成功させる。
名前は那珂湊駅の駅猫「おさむ」から。
最終番線では那珂湊駅の駅猫「おさむ」をつれて登場。3姉妹とは別行動で3姉妹の父親を探す。

### 鉄道擬人化
連載中、リアルタイムで廃止された鉄道や路線・駅を取り上げた話では、対象鉄道を付喪神ないしは精霊として萌え擬人化（鉄道擬人化）したキャラクターが登場する。
富士はやぶさ（ふじ はやぶさ）
特急富士・はやぶさの精霊。5番線に登場。
富士ぶさ（本作における富士とはやぶさをひっくるめた総称）を追いかける3姉妹に、まだ走る意思があることと、それでも消えねばならない悲しみを伝える。
最後は熊本駅（はやぶさ終着駅）で国鐡に諭され、見送られながら路線から去り逝く。
加賀一の宮（かが いちのみや）
北陸鉄道のアテンダントをしている若い女性。12番線に登場。
終電を逃した3姉妹を家に泊め、北陸鉄道の歴史話に花を咲かせた。北陸鉄道の古い写真を持っている。
国鐡と一緒に写真に写ったことがある。
その正体は加賀一の宮駅の精霊。プロフィール上は同駅と同じ年齢とされている。
能登（のと）
17番線に登場した急行能登号の精霊。
2010年3月12日における最終運行の出発を3姉妹と共に見に来たマミコの前に姿を現し、能登号から始まったその友情を大切にするように伝え、笑って去っていく。
ルイス
シャツにオーバーオールかつショートカットという、傍目にはアメリカンなボーイッシュガール。実は一畑電車運輸車両部に所属する同社の社員。18番線に登場。
毎度の如く父の手紙に導かれて島根までやってきた3姉妹に一畑電車を案内する。かなりの西海岸ノリな性格で、悪く言えば能天気。初めて会ったときに美唄にぶつかって転倒。この事故で彼女のファーストキスを奪ってしまう。
その正体は一畑電気鉄道デハニ50形52号電車の精霊であり、普段は雲州平田駅の車庫で動態保存されている。同社の社員から「出雲（島根県および一畑グループ）の至宝」として常に無理をしないように気遣われている。
本名は「ルイス・I・デハニー」であり、ミドルネームの「I」は「一畑」を意味する。また「ルイス」の名はかつての「ルイス・C・ティファニー庭園美術館前駅」（現在の松江イングリッシュガーデン前駅）に由来し、フルネームも同駅名を意識した構成である。
最終番線で3姉妹とは別行動で3姉妹の父親を探す。
餘部姉妹？（あまるべしまい？）
一人は和服でもう一人は洋服といった姉妹？そろって違う服を着ている。また余部橋梁の下にある、海戸屋の女将とその妹？。20番線に登場。
毎度の如く父の手紙に導かれて兵庫までやってきた3姉妹に餘部鉄橋の周辺を案内する。
その正体は余部鉄橋の精霊であり、姉？は旧余部鉄橋の精霊、妹？は新余部鉄橋の精霊。最後、姉？のほうは役目を終え、消えようとするが妹？の「餘部の歴史はまだまだ続くよ。」の声で残る。
最終番線で3姉妹とは別行動で3姉妹の父親を探す。

## 本作で扱われる鉄道および路線など
- 東京駅（3姉妹が集合するスタート地点。初期の全旅にはほぼ登場）
  - 動輪の広場・銀の鈴広場
- 寝台特急富士・はやぶさ（0番線・5番線）
  - 駅 下関駅・門司駅・大分駅（0番線）富士駅・熊本駅（5番線）
- 東海道新幹線・山陽新幹線
  - 車両：新幹線N700系電車（7000番台S1編成を含む）・新幹線300系電車・新幹線700系電車（7000番台を含む）・新幹線100系電車・新幹線500系電車・新幹線0系電車（1番線）
  - 駅 名古屋駅・三河安城駅・掛川駅・新富士駅・岐阜羽島駅・新岩国駅・厚狭駅・小倉駅・博多南駅（1番線）
- 鶴見線全駅（2番線）
  - 鶴見線以外の駅 川崎駅・尻手駅・浜川崎駅（南武支線）（2番線）
- 小湊鉄道・いすみ鉄道（3番線）
- EF55形電気機関車（4番線）
  - 駅 上野駅・横川駅（4番線）
- 美佐島駅・筒石駅（6番線）土合駅（6番線・8番線）
- 吾妻線・長野原線（太子線）（7番線）
  - 駅 川原湯温泉駅・大前駅・長野原草津口駅・羽根尾駅・中之条駅（7番線）
  - 設備・遺構 樽沢トンネル・長野原鉄橋跡・太子線トンネル跡3ヶ所・太子駅跡地（ホッパー線・車止め・トイレなど）（7番線）
- 夜行急行 能登（8-9番線）
  - 切符 北陸フリーきっぷ（8-9番線）
  - 駅 湯檜曽駅（8番線）金沢駅（9番線）
- 万葉線（9番線）
  - 車両：万葉線MLRV1000形電車（9番線）
- 城端駅（9番線）
- 氷見線（9番線）
  - 駅 越中国分駅・氷見駅（9番線）
  - 設備 氷見線のお立ち台（雨晴海岸）
- 東北新幹線（10番線）
  - 車両：新幹線E2系電車、新幹線E3系電車
  - 駅 福島駅、盛岡駅
- 御殿場線（11番線）
- 北陸鉄道石川線鶴来-加賀一の宮間（2009年11月1日に廃止。）（9番線・12番線）
  - 駅 鶴来駅（9番線）加賀一の宮駅（9番線・12番線）
- 一畑電車 - 映画『RAILWAYS 49歳で電車の運転士になった男の物語』の公開にちなんだもの。
- 余部橋梁（20番線）
- 石北本線（21番線）
  - 駅 上白滝駅
  - 遺構 奥白滝駅・上越駅・中越駅・天幕駅
- 横須賀線（22番線）
  - 車両 成田エクスプレス
  - 駅 武蔵小杉駅・成田空港駅
- 京成電鉄
  - 車両 スカイライナー
  - 駅 成田湯川駅
- 肥薩線（23番線・24番線）
  - 車両 SL人吉・いさぶろう・しんぺい・はやとの風
  - 駅 熊本駅・人吉駅・大畑駅・吉松駅
- 九州新幹線 - （最終番線）
  - 車両 800系新幹線
- 三江線 - （最終番線）
  - 車両 キハ120形
  - 駅 宇都井駅
- 函館本線（最終番線）
  - 駅 流山温泉駅
- 土讃線（最終番線）
  - 駅 新改駅・坪尻駅・土佐北川駅
- 東京モノレール
  - 駅 羽田空港国際線ビル駅
- 伊予鉄道（最終番線）
  - 駅 福音寺駅
  - 車両 3000系電車

## 単行本
小学館「サンデーGXコミックス」より発刊。
1. 2009年6月24日 初版発行 ISBN 978-4-09-157178-6
0番線（読切版）および1番線から5番線を収録。
2. 2010年1月24日 初版発行 ISBN 978-4-09-157199-1
6番線から12番線を収録。初版のオビには横見浩彦、南田裕介、野月貴弘の3名が推薦文を寄せている。
3. 2010年6月23日 初版発行 ISBN 978-4-09-157216-5
13番線から18番線を収録。
4. 2011年1月24日 初版発行 ISBN 978-4-09-157255-4
19番線から最終番線を収録。